# エリオット波動
エリオット波動（）とは、ラルフ・ネルソン・エリオットが提唱した、株式投資についてのテクニカル理論。
市場平均の推移を表そうとするもので、個別銘柄には必ずしも当てはまらない。また、計量経済学的、数理統計学的根拠は特にない経験則である。

## 概要
この理論によるとひとつの相場には「上昇5波動」と「下降3波動」が存在する。

エリオット波動をグラフにしたもの
実際には小刻みに値段が変動するものの、上昇局面では5波動・下降局面では3波動で値動きが推移している。

上昇局面では、以下のような「5つの波動」を描く。
下降局面では、以下のような「3つの波動」を描く。
つまり、上昇時にはジワジワと「底上げ」しながら上げていく事が多く、下降時には一気に下落して、一度は反発する…という事である。
エリオット波動については、以下のルールがある。
- ルール１：第３波が第１波、第３波、第５波の上昇の中で一番短くなることはない
- ルール２：第２波が第１波のスタート地点を割り込む(全戻しする)ことはない
- ルール３：第４波が第１波の高値を割り込むことはない

必要条件ではないが、エリオット波動成立の重要なポイントは以下。
- 第５波は時々第３波の高値を抜けられないことがある
- 第５波がオーバーシュートことがある
- 第３波は最も力強い値動きとなりやすい
- 第２波と第４波はフィボナッチ比率のラインで反転することが多い

この中でもルール１「上昇5波動のうち第3波動が最短になることは無い」という理論がある。従って、第3波動が最も短くなる波動の捉え方は、そもそも波動の捉え方自体に誤りがあると解釈されることとなる。
また、上昇第5波の最高値は通常上昇第3波よりも高くなるが、時折第5波の最高値が第3波の最高値を超えられずに下回る場合がある。これをフェイラーと呼び、相場の転換点となる可能性が高い波形であるとされている。
この他に、トレンドの勢いが強い場合は上昇5波または下降3波を超えて波動が描かれることがあり、これをエクステンションと呼ぶ。
尚、エリオット波動は、自己相似集合（フラクタル）形になっており、これをテクニカル分析に用いた
場合、5波動で構成された上昇波動ですら、第1波動である可能性は拭い去ることが難しく、数学的観点からもその可能性は50%である事は言うまでもなく明らかであるが、過去の相場をチャートで観察した場合には、エリオット波動を確認する事は可能である。

## 波動の規模
- グランドスーパーサイクル　…　100年以上
- スーパーサイクル　…　50年
- サイクル　…　10年
- プライマリー　…　3～5年
- インターミディエット　…　30週～50週
- マイナー　…　10週
- ミニュット　…　3～5週